# Eulophia seleensis
Eulophia seleensis là một loài thực vật có hoa trong họ Lan. Loài này được (De Wild.) Butzin mô tả khoa học đầu tiên năm 1975.